# リス・ゲメル
リス・ゲメル（Rhys Gemmell, 1896年 - 没年月日不明）は、オーストラリア・ビクトリア州コールフィールド出身の男子テニス選手。1921年の全豪選手権で男子シングルス・男子ダブルスの2部門を制覇した選手である。彼の場合、生年の「1896年生まれ」が分かっているだけで、誕生の日付も没年月日も分からない。全豪オープンテニスの男子シングルス優勝記録表や一般テニス文献では Rhys Gemmell の名前で記載されているが、バド・コリンズの百科事典によれば、彼の正確なフルネームは Rice Thomas Hopkins Gemmel （ライス・トーマス・ホプキンス・ゲメル）だという。
リス・ゲメルは6度ビクトリア州のテニス・チャンピオンになった後、1921年の全豪選手権で男子シングルス・ダブルスの単複2冠を獲得した。当時の全豪選手権は、毎年開催都市を回り持ちしていたが、彼が優勝した場所は西オーストラリア州の州都パースにある「ロイヤル・キングスパーク・テニスクラブ」であった。この大会の男子シングルス決勝で、彼はアルフ・ヘデマンを 7-5, 6-1, 6-4 で破って優勝した。男子ダブルスでは、ゲメルはスタンレー・イートンとペアを組み、決勝でノーマン・ブリアリー＆E・ストークス組に 7-5, 6-3, 6-3 で勝った。当時のオーストラリアのトップ選手だったジェラルド・パターソンが西オーストラリア州にあるパースへの長旅を断ったため、1921年の全豪選手権は出場選手層が薄く、盛り上がりが乏しかった。選手権終了後、西オーストラリア・ローンテニス協会会長のW・キングスミルが、もしオーストラリア東部地区の選手がパースへの遠征を断り続けるなら「ゲメルを東側地区の大会に参戦させる」と宣言した。こうした経緯もあり、全豪選手権のパース開催は1921年を最後に取りやめとなり、もう2度とこの地で行われることはなかった。
ゲメルの経歴については、これまでは1921年全豪選手権の単複優勝しか知られていなかった。最近オープンしたグランドスラム大会のデータベースサイト「グランドスラム・テニス・アーカイブ」（Grand Slam Tennis Archive）の「全豪オープン」検索により、彼にはその後も全豪選手権出場記録があり、1922年3回戦・1925年2回戦・1926年3回戦・1927年3回戦進出の成績であったことが判明した。下記参考文献のうち『Our Open - 100 years of Australia's Grand Slam』（全豪オープン公式出版物）では、1905年-1940年までの記録は準々決勝以後しか載っていないため、1922年以後はベスト8に勝ち残れなかったゲメルの記録を確認できなかった。1927年の3回戦でエドガー・ムーンに 4-6, 11-13, 2-6 で敗れた後、ゲメルは「プロテニス選手」に転向した。その後は消息が途絶え、ライス・トーマス・ホプキンス・ゲメルの死去に関する資料は全く残っていない。